# Al Bano
Albano Carrisi (Cellino San Marco, Brindisi, Puglia, 1943. május 20. –) művésznevén Al Bano, olasz énekes (tenor), színész és bortermelő. Legfőképpen a volt feleségével, Romina Powerrel alkotott olasz popduóról (Al Bano & Romina Power) ismert.

## Életrajz

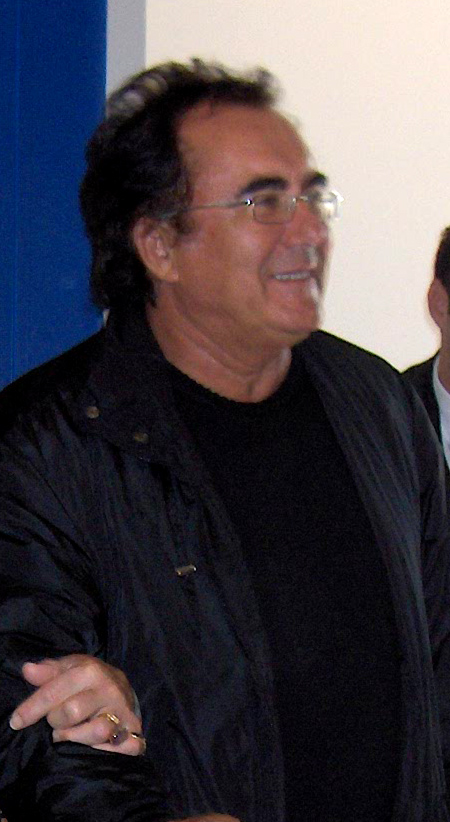
Al Bano a fiumicinói repülőtéren, 2007. október 5.

Albano Carrisi 1943. május 20-án született Dél-Olaszországban, Puglia régióban, a Brindisi megyéhez tartozó Cellino San Marco községben, ahol jelenleg is él. Keresztnevét édesapjának köszönheti, aki születésekor Albániában harcolt a második világháborúban: az Albano jelentése olaszul ’Albán’.
Énekesként és színészként egyaránt 1966-ban debütált. 1968-ban megnyerte a Disco per l’estate olasz dalversenyt a Pensando a te című dalával. Ugyanabban az időben felvett néhány slágert, mint a La siepe és a Nel sole, utóbbi igen nagy népszerűségre tett szert Olaszországban.
1970-ben feleségül vette Romina Power amerikai – mexikói származású énekes-színésznőt, akivel a Minden dalom a tiéd (Nel sole) című film forgatásán ismerkedtek meg, 1967-ben. Később popduót alkottak, és csaknem 30 éven keresztül együtt énekeltek. Olaszországon kívül számos nyugat- és kelet-európai országban is népszerűek lettek. Többször részt vettek az Eurovíziós Dalfesztiválon, illetve az olasz Sanremói Dalfesztiválon is, amelyet 1984-ben meg is nyertek a Ci sarà című dallal.
1996-ban visszatért szólókarrierjéhez, elsőként az È la mia vita, majd 1997-ben a Verso il sole, utána, 1999-ben az Ancora in volo című lemezekkel. Ugyanebben az évben elvált Romina Powertől, négy gyermeke anyjától, akik:
- Ylenia Carrisi (1970–1994?) költő, világutazó; 1994-ben máig tisztázatlan körülmények között eltűnt New Orleansban.
- Yari Carrisi (1973–), egyetlen fiúgyermek
- Christel Carrisi (1985–), olasz valóságshow-szereplő (La fattoria).
- Romina Carrisi (1987–), olasz valóságshow-szereplő (Isola dei famosi).

Későbbi élettársa Loredana Lecciso olasz műsorvezető volt, akitől született még egy fia és egy lánya.
Al Bano a popzenei karrier mellett operaénekes (tenor) is, legismertebb albuma e műfajban az 1997-ben kiadott Concerto Classico.
A Jóakarat nagyköveteként koncertezik háború sújtotta országokban is.
A gazdaságilag elmaradott olasz Délen a vendéglátásba invesztál, s támogatja a kosárlabdasportot is.
Borászatának egyik kiváló termékét, édesapja emlékére Don Carmelo néven forgalmazza (vörösbor).

## Diszkográfia

### Szólóalbumok
- Nel sole (EMI / La voce del padrone, 1967)
- Il ragazzo che sorride (EMI / La voce del padrone, 1968)
- Pensando a te (EMI / La voce del padrone, 1969)
- A cavallo di due stili (EMI Italiana, 1970)
- 1972 (EMI Italiana, 1972)
- Verso il sole (WEA, 1997)
- Ancora in volo (WEA, 1999)
- Volare — My Favorite Italian Songs (WEA, 1999)
- Canto al sole (BMG, 2001)
- Carrisi canta Caruso (BMG, 2002)
- La mia Italia (Edel, 2004)
- Le radici del cielo (Edel, 2005)
- Buon Natale — An Italian Christmas with Al Bano Carrisi (Edel, 2005)
- Il mio Sanremo (Edel, 2006)
- Cercami nel cuore della gente (Al Bano Carrisi Production / SteamRoller, 2007)
- Buon Natale 2008 (Rhino Records / Warner Music, 2008)
- Dai il meglio di te… (Al Bano Carrisi Production, 2008)
- L’amore è sempre amore (Rhino Records / Warner Music, 2009)

### Romina Powerrel
- Atto I (1975)

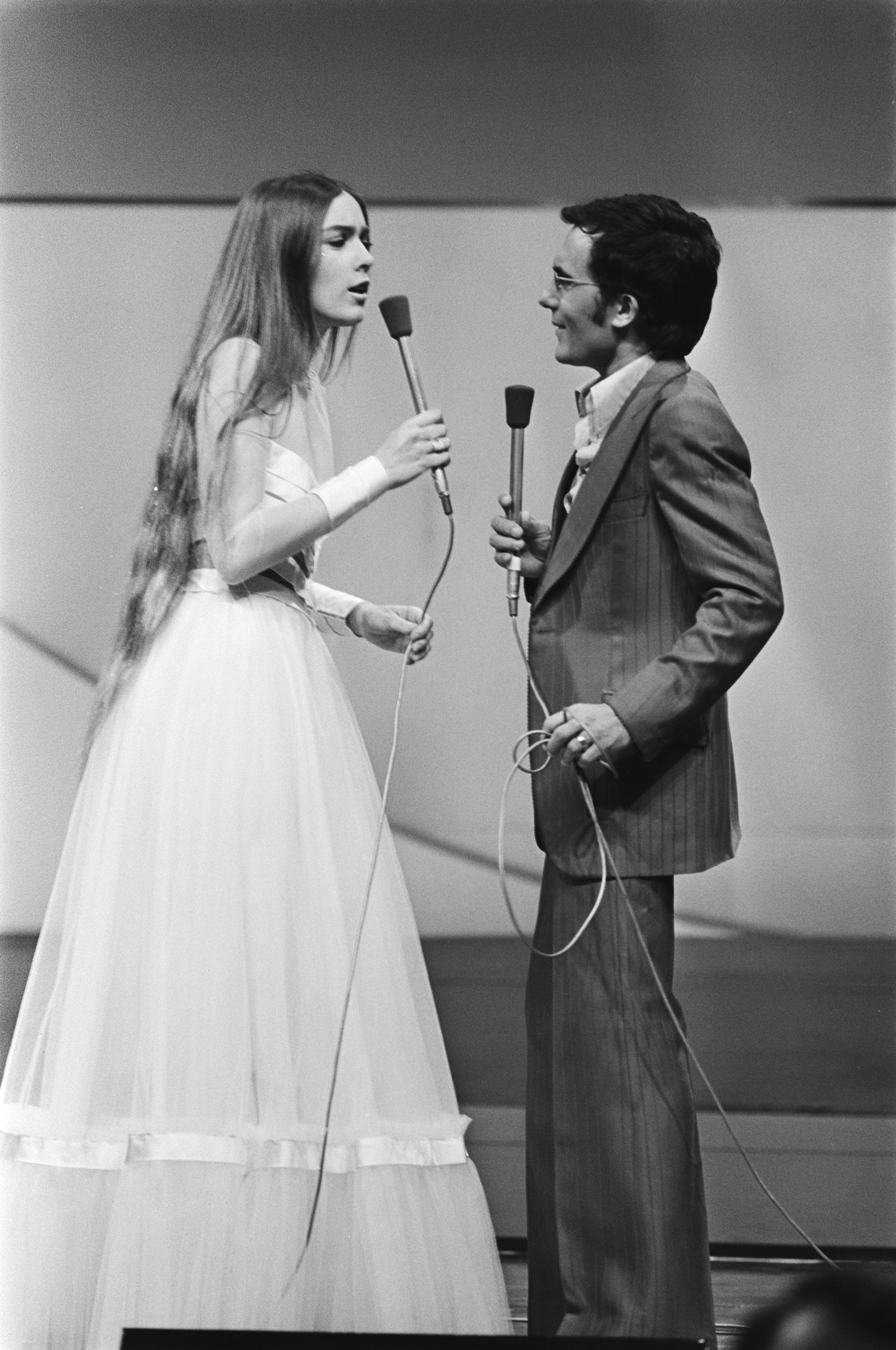
Albano Carrisi és Romina Power Eurovízió, 1976

- Des Nuits Entières (1976) (francia)
- 1978 (1978)
- Aria Pura (1979)
- Momentos (1979) (spanyol)
- Sharazan (1981)
- Felicità (1982)
- Felicidad (1982) (spanyol)
- Che angelo sei (1982)
- Qué ángel será (1983) (spanyol)
- The Golden Orpheus Festival 1984 (1984)
- Effetto amore (1984)
- Sempre, sempre (1986)
- Siempre, siempre (1986) (spanyol)
- Libertà! (1987)
- Libertad (1987) (spanyol)
- Fragile (1988)
- Fragile (spanyol) (1988)
- Fotografia di un momento (1990)
- Fotografía de un momento (1990) (spanyol)
- Corriere di Natale (1990)
- Weihnachten bei uns zu Hause (1991) (német)
- Navidad ha llegado (1991) (spanyol)
- Vincerai (1991)
- Vencerás (1991) (spanyol)
- Notte e giorno (1993)
- El tiempo de amarse (1993) (spanyol)
- Emozionale (1995)
- Amor sagrado (1995) (spanyol)
- Ancora… Zugabe (1996)